# Мотовилово (Подольський міський округ)
Мотови́лово (рос. Мотовилово) — присілок у складі Подольського міського округу Московської області, Росія.

## Населення
Населення — 5 осіб (2010; 7 у 2002).
Національний склад (станом на 2002 рік):
- росіяни — 86 %